# Ludwik Hordyński
Ludwik Marian Hordyński (ur. 8 kwietnia 1882 w Rzeszowie, zm. 7 lutego 1920 we Lwowie) – polski matematyk, pierwszy skarbnik Towarzystwa Matematycznego w Krakowie.

## Życiorys
W latach 1900–1904 studiował matematykę na Uniwersytecie Lwowskim, w 1905 zdał egzamin na nauczyciela szkół gimnazjalnych i realnych, następnie pracował we Lwowie i Rzeszowie. W 1907 otrzymał stopień doktora filozofii na podstawie napisanej w 1904 pracy O wyznacznikach częściowo przetworzonych. W roku akademickim 1908/1909 studiował w Paryżu, po powrocie pracował jako nauczyciel, w roku akademickim 1911/1912 wykładał na Wydziale Budownictwa Lądowego i Chemii Technicznej Politechniki Lwowskiej, w roku akademickim 1913/1914 ponownie studiował w Paryżu. Od 1914 przebywał w Krakowie. W kwietniu 1919 został skarbnikiem nowo powstałego Towarzystwa Matematycznego w Krakowie (przekształconego później w Polskie Towarzystwo Matematyczne). W tym samym roku wyjechał do Lwowa. Zmarł na hiszpankę.
Był tłumaczem pięciotomowego podręcznika do geometrii autorstwa Richarda Suppantschitscha.